# 土岐市立総合病院
土岐市立総合病院（ときしりつそうごうびょういん）は、岐阜県土岐市にある土岐市が運営する公共の病院である。2020年（令和2年）より指定管理者制度を導入しており現在はJA岐阜厚生連が運営している

## 診察科
- 内科
- 神経内科
- 消化器内科
- 循環器内科
- 精神科
- 外科
- 脳神経外科
- 形成外科
- 整形外科
- 小児科
- 眼科
- 皮膚科
- 泌尿器科

## 交通アクセス
- 東鉄バス：「土岐総合病院前」または「病院口」バス停。
  - JR中央本線 土岐市駅より、「東駄知」「笠原車庫前」「妻木上郷」行きなど。
  - 県道19号線「総合病院前」交差点近くに所在。

## 労働問題
同病院は、時間外労働に関して三六協定を所属する医師や看護師らとの間で締結していないにもかかわらず、医師や看護師らに対し違法残業をさせていたことが明らかになった。2017年（平成29年）に多治見労働基準監督署は土岐市に対し、総額約1億1,600万円の未払い賃金を支給するよう是正勧告した。

## その他
- 東濃厚生病院と統合し、土岐市肥田町に「公立東濃中部医療センター（仮称）」を2026年2月の開院を計画している。